# San Francisco (Be Sure to Wear Flowers in Your Hair)
"San Francisco (Be Sure to Wear Flowers in Your Hair)", in sommige landen uitgegeven als "San Francisco (Be Sure to Wear Some Flowers in Your Hair)", is een liedje van Scott McKenzie. Het werd in mei en juni 1967, aan de vooravond van de Summer of Love, door CBS Records (in het Verenigd Koninkrijk) en Adlers label Ode Records (in de Verenigde Staten) uitgegeven. Op de B-kant stond het door McKenzie geschreven "What's the Difference".
Het werd geschreven door John Phillips (van The Mamas and the Papas) en geproduceerd door Phillips en Lou Adler. Zij organiseerden in juni 1967 het Monterey Pop Festival en werden daarbij geholpen door McKenzie, die Phillips aanspoorde om ter promotie van het evenement een liedje te schrijven. In een half uur schreef hij het liedje. De muziek werd in een nachtelijke sessie opgenomen in The Sound Factory in Los Angeles. Met "San Francisco" werd de luisteraar opgeroepen in vrede naar San Francisco te komen. McKenzie bezingt verder de hippiecultuur en flowerpower.
Het Amerikaanse muziekblad Billboard voorspelde reeds twee weken na de uitgave dat "San Francisco" een klassieker in het genre zou worden. De single bleek een zeer groot succes. Er werden in totaal meer dan dertien miljoen exemplaren van verkocht. In de Verenigde Staten piekte "San Francisco" op de vierde plaats. McKenzie scoorde er een nummer één-hit mee in onder meer Nederland, het Verenigd Koninkrijk, Noorwegen, Oostenrijk en Duitsland. Het stond eind 1967 op de eerste plaats van de Top 100 van het jaar bij het Parool Top 20, de publieke hitlijst van Nederland.

## Musici
- Scott McKenzie - zang, gitaar
- John Phillips - gitaar
- Cass Elliot - bellen
- Joe Osborne - basgitaar
- Hal Blaine - drums
- Larry Knechtel - toetsen

## Hitnoteringen

### Veronica Top 40
| Hitnotering in de Veronica Top 40: | Hitnotering in de Veronica Top 40: | Hitnotering in de Veronica Top 40: | Hitnotering in de Veronica Top 40: | Hitnotering in de Veronica Top 40: | Hitnotering in de Veronica Top 40: | Hitnotering in de Veronica Top 40: | Hitnotering in de Veronica Top 40: | Hitnotering in de Veronica Top 40: | Hitnotering in de Veronica Top 40: | Hitnotering in de Veronica Top 40: | Hitnotering in de Veronica Top 40: | Hitnotering in de Veronica Top 40: | Hitnotering in de Veronica Top 40: | Hitnotering in de Veronica Top 40: | Hitnotering in de Veronica Top 40: | Hitnotering in de Veronica Top 40: | Hitnotering in de Veronica Top 40: | Hitnotering in de Veronica Top 40: | Hitnotering in de Veronica Top 40: | Hitnotering in de Veronica Top 40: | Hitnotering in de Veronica Top 40: |
| Week:                              | 1                                  | 2                                  | 3                                  | 4                                  | 5                                  | 6                                  | 7                                  | 8                                  | 9                                  | 10                                 | 11                                 | 12                                 | 13                                 | 14                                 | 15                                 | 16                                 | 17                                 | 18                                 | 19                                 | 20                                 | 21                                 |
| ---------------------------------- | ---------------------------------- | ---------------------------------- | ---------------------------------- | ---------------------------------- | ---------------------------------- | ---------------------------------- | ---------------------------------- | ---------------------------------- | ---------------------------------- | ---------------------------------- | ---------------------------------- | ---------------------------------- | ---------------------------------- | ---------------------------------- | ---------------------------------- | ---------------------------------- | ---------------------------------- | ---------------------------------- | ---------------------------------- | ---------------------------------- | ---------------------------------- |
| Positie:                           | 38                                 | 24                                 | 12                                 | 4                                  | 2                                  | 1                                  | 1                                  | 1                                  | 1                                  | 1                                  | 1                                  | 2                                  | 2                                  | 5                                  | 9                                  | 13                                 | 16                                 | 20                                 | 28                                 | 34                                 | uit                                |

### Parool Top 20
| Hitnotering in de Parool Top 20: | Hitnotering in de Parool Top 20: | Hitnotering in de Parool Top 20: | Hitnotering in de Parool Top 20: | Hitnotering in de Parool Top 20: | Hitnotering in de Parool Top 20: | Hitnotering in de Parool Top 20: | Hitnotering in de Parool Top 20: | Hitnotering in de Parool Top 20: | Hitnotering in de Parool Top 20: | Hitnotering in de Parool Top 20: | Hitnotering in de Parool Top 20: | Hitnotering in de Parool Top 20: | Hitnotering in de Parool Top 20: | Hitnotering in de Parool Top 20: | Hitnotering in de Parool Top 20: | Hitnotering in de Parool Top 20: |
| Week:                            | 1                                | 2                                | 3                                | 4                                | 5                                | 6                                | 7                                | 8                                | 9                                | 10                               | 11                               | 12                               | 13                               | 14                               | 15                               | 16                               |
| -------------------------------- | -------------------------------- | -------------------------------- | -------------------------------- | -------------------------------- | -------------------------------- | -------------------------------- | -------------------------------- | -------------------------------- | -------------------------------- | -------------------------------- | -------------------------------- | -------------------------------- | -------------------------------- | -------------------------------- | -------------------------------- | -------------------------------- |
| Positie:                         | 8                                | 4                                | 2                                | 2                                | 1                                | 1                                | 1                                | 2                                | 2                                | 2                                | 4                                | 6                                | 7                                | 12                               | 18                               | uit                              |

### UK Singles Chart
| Hitnotering in de UK Singles Chart: | Hitnotering in de UK Singles Chart: | Hitnotering in de UK Singles Chart: | Hitnotering in de UK Singles Chart: | Hitnotering in de UK Singles Chart: | Hitnotering in de UK Singles Chart: | Hitnotering in de UK Singles Chart: | Hitnotering in de UK Singles Chart: | Hitnotering in de UK Singles Chart: | Hitnotering in de UK Singles Chart: | Hitnotering in de UK Singles Chart: | Hitnotering in de UK Singles Chart: | Hitnotering in de UK Singles Chart: | Hitnotering in de UK Singles Chart: | Hitnotering in de UK Singles Chart: | Hitnotering in de UK Singles Chart: | Hitnotering in de UK Singles Chart: | Hitnotering in de UK Singles Chart: | Hitnotering in de UK Singles Chart: |
| Week:                               | 1                                   | 2                                   | 3                                   | 4                                   | 5                                   | 6                                   | 7                                   | 8                                   | 9                                   | 10                                  | 11                                  | 12                                  | 13                                  | 14                                  | 15                                  | 16                                  | 17                                  | 18                                  |
| ----------------------------------- | ----------------------------------- | ----------------------------------- | ----------------------------------- | ----------------------------------- | ----------------------------------- | ----------------------------------- | ----------------------------------- | ----------------------------------- | ----------------------------------- | ----------------------------------- | ----------------------------------- | ----------------------------------- | ----------------------------------- | ----------------------------------- | ----------------------------------- | ----------------------------------- | ----------------------------------- | ----------------------------------- |
| Positie:                            | 13                                  | 5                                   | 3                                   | 2                                   | 1                                   | 1                                   | 1                                   | 1                                   | 3                                   | 3                                   | 6                                   | 9                                   | 14                                  | 20                                  | 25                                  | 34                                  | 44                                  | uit                                 |

### NPO Radio 2 Top 2000
| Nummer met noteringen in de NPO Radio 2 Top 2000     | '99 | '00 | '01  | '02 | '03 | '04 | '05 | '06 | '07 | '08 | '09 | '10 | '11 | '12 | '13 | '14 | '15  | '16  | '17  | '18  | '19  | '20  | '21  | '22  | '23  | '24  |
| ---------------------------------------------------- | --- | --- | ---- | --- | --- | --- | --- | --- | --- | --- | --- | --- | --- | --- | --- | --- | ---- | ---- | ---- | ---- | ---- | ---- | ---- | ---- | ---- | ---- |
| San Francisco (Be Sure to Wear Flowers in Your Hair) | 441 | 641 | 1096 | 611 | 402 | 640 | 661 | 599 | 576 | 574 | 832 | 874 | 944 | 604 | 880 | 948 | 1022 | 1180 | 1181 | 1488 | 1496 | 1504 | 1515 | 1717 | 1657 | 1886 |

1. ↑  Een vetgedrukt getal geeft de hoogste notering aan.

### Evergreen Top 1000
| Evergreen Top 1000 | Evergreen Top 1000 | Evergreen Top 1000 | Evergreen Top 1000 | Evergreen Top 1000 | Evergreen Top 1000 | Evergreen Top 1000 | Evergreen Top 1000 | Evergreen Top 1000 | Evergreen Top 1000 | Evergreen Top 1000 | Evergreen Top 1000 | Evergreen Top 1000 | Evergreen Top 1000 | Evergreen Top 1000 | Evergreen Top 1000 | Evergreen Top 1000 |
| Jaar               | 2008               | 2009               | 2010               | 2011               | 2012               | 2013               | 2014               | 2015               | 2016               | 2017               | 2018               | 2019               | 2020               | 2021               | 2022               | 2023               |
| ------------------ | ------------------ | ------------------ | ------------------ | ------------------ | ------------------ | ------------------ | ------------------ | ------------------ | ------------------ | ------------------ | ------------------ | ------------------ | ------------------ | ------------------ | ------------------ | ------------------ |
| Positie            | 194                | 456                | 448                | 448                | 446                | 115                | 98                 | 151                | 140                | 190                | 112                | 161                | 108                | 126                | 128                | 139                |